# Guineu roja
|  | Per a altres significats, vegeu «Dragó lira». |

La guineu roja, guilla o rabosa (Vulpes vulpes) és un mamífer de la família dels cànids. Es tracta de l'espècie més grossa del gènere Vulpes. La seva distribució, la més extensa de tot el grup dels carnívors, abasta tot l'hemisferi nord, des del cercle polar àrtic fins a l'Àfrica del Nord, Nord-amèrica i Euràsia. Apareix com a espècie en «risc mínim» a la Llista Vermella de la UICN. La seva distribució ha anat creixent amb l'expansió de les poblacions humanes. Fou introduïda a Austràlia, on es considera que perjudica els mamífers i ocells autòctons.
Habita el Canadà, Alaska, gran part dels Estats Units, d'Europa, d'Àfrica del Nord i gairebé tot Àsia (incloent-hi el Japó). Com un dels seu noms suggereix, el color predominant a la seva pell és un vermell-marró, però també n'hi ha varietats amb colors grisosos conegudes amb el nom de guineus platejades.

## Distribució
La guineu té una distribució que abasta la major part de Nord-amèrica i d'Euràsia, el sud d'Austràlia i força poblacions a l'Àfrica del Nord.
A Austràlia la guineu és una espècie introduïda, o sigui, no és autòctona i, per tant, un problema ecològic greu. La introducció fou l'any 1850, per la caça recreativa de guineus.
A Nord-amèrica la guineu és nativa a les regions boreals i s'ha introduït en zones temperades. Hi ha un registre fòssil recent de guineus a les zones boreals de Nord-amèrica i una subespècie de les natives a les zones boreals s'estén fins al sud de les muntanyes Rocoses. A les zones temperades de Nord-amèrica, les guineus deriven de les guineus europees, que foren introduïdes al sud-est dels Estats Units al voltant del 1650 i 1750 per caça de guineus i després portades a Califòrnia pel comerç de pells. La primera introducció s'atribueix a Robert Brooke, Sr., que es diu que va importar 24 guineus d'Anglaterra. La guineu europea introduïda podria haver creat una població híbrida amb l'escassa població autòctona.
Es troben tres subespècies de guineu a l'Índia: Vulpes vulpes montana (la guineu del Tibet), que es troba a Ladakh i l'Himàlaia; Vulpes vulpes griffithi (la guineu del Caixmir) que es troba a la zona del Jammu i Caixmir menys el sector de Ladakh; i Vulpes vulpes pusilla (la guineu del desert) que es troba al desert Thar del Rajasthan i a Kutch, Gujarat. Una subespècie, la guineu japonesa (Vulpes vulpes japonica) va migrar de l'Índia a la Xina i finalment al Japó.

## Descripció

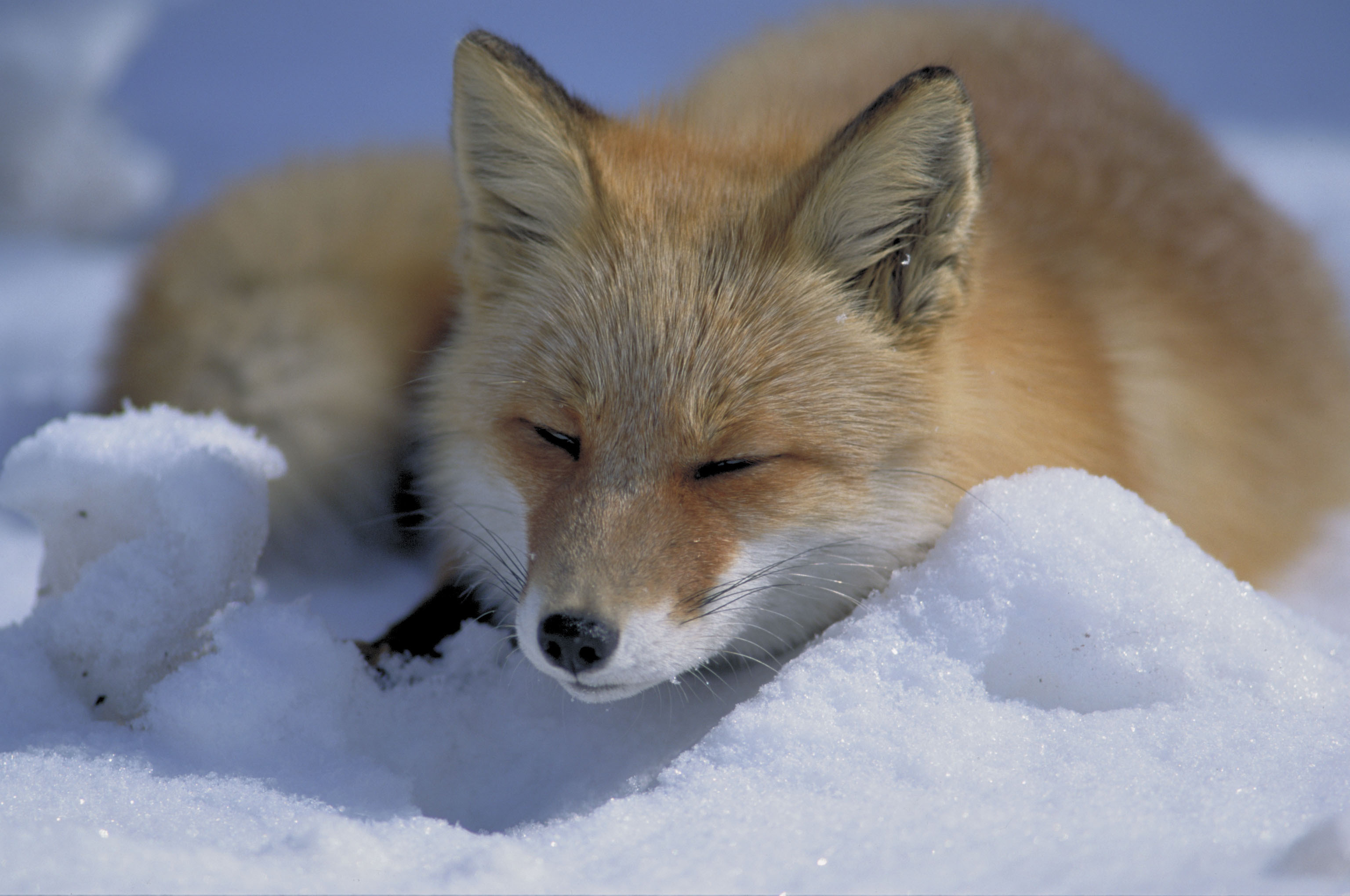
Una guineu ajaguda sobre la neu a Hokkaidō, Japó

És l'espècie més grossa del gènere Vulpes i un adult pot arribar a tenir un pes de 3–11 kg (6.5-24 lb), malgrat que canvia depenent de cada regió; les que viuen al Canadà i Alaska acostumen a ser més grans que les que viuen al Regne Unit, que alhora són més grans que les que habiten al sud dels Estats Units. La longitud del cos i el cap és de 46 a 86 centímetres, amb una cua que fa de 30,5 a 55,5 cm La mida es pot estimar per les petjades. Les petjades de la guineu fan normalment 4,4 centímetres d'ample i 5,7 cm de llarg. La longitud del pas quan trota de la guineu fa de 33 a 38 centímetres. Són les «guineus autèntiques» més grans.
La guineu és d'un color vermell rovellat, amb el ventre blanc, les puntes de les orelles i les potes de color negre i una cua peluda amb la punta blanca normalment. El to «vermell» pot canviar d'un to castany fosc a un daurat, i, de fet pot ser «agutí», amb traces de vermell, marró, negre i blanc a cada pèl individual. A Nord-amèrica, la pell de la guineu té un pèl llarg i fi, mentre que la pell de les guineus europees és més curta i menys fina. Els ulls de les guineus són d'un color daurat a groc i tenen unes pupil·les distintives amb un tall vertical, similar al dels gats domèstics. La seva vista, malgrat tenir ulls semblants als dels gats, l'expert J. David Henry els descrivia com a «pobres». El seu comportament i els seus ulls amb un talls, combinats amb la seva agilitat extrema per a un cànid fa que l'anomenin el «cànid semblant als gats». La seva cua llarga i peluda amb la punta distintiva li dona equilibri per salts grans i moviments complexos. Les seves cames fortes li permeten arribar a velocitats de 72 km/h aproximadament, un gran benefici per caçar preses o evitar depredadors.
Normalment, l'espai entre la dentadura dels cànids és d'aproximadament de 18 a 25 mm. A les guineus els falten els músculs necessaris per ensenyar les dents, al contrari que la majoria dels altres cànids.
Durant la tardor i l'hivern, la guineu fa créixer més pèl. S'anomena «pèl d'hivern» i manté l'animal calent en un ambient fred. La guineu muda aquest pèl quan comença la primavera, tornant al pèl curt a l'estiu.

## Ecologia

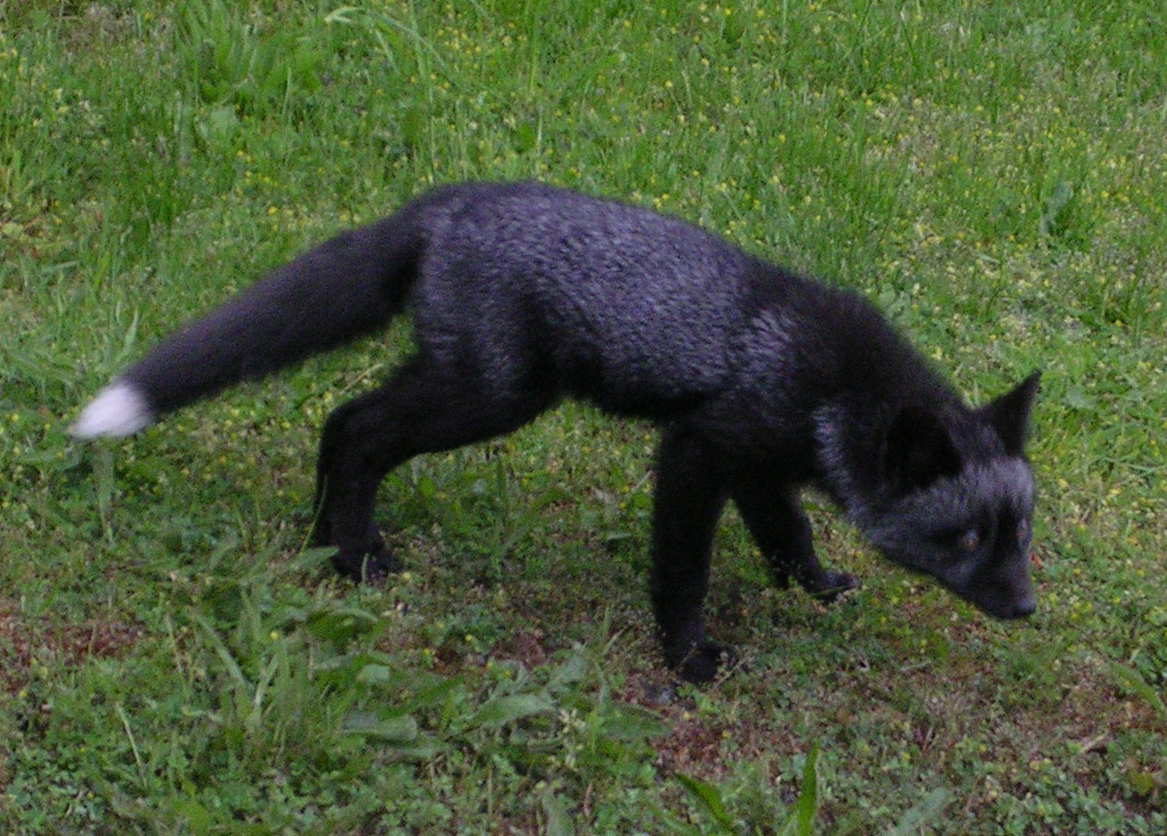
Guineu comuna de l'illa San Juan (Washington, Estats Units)

La guineu, com a oportunista, és capaç d'adaptar-se en diverses biomes, des de praderies i sotabosc fins a boscos. Acostuma a viure a latituds baixes però també s'arrisca considerablement al nord, competint directament amb la guineu àrtica a la tundra. La guineu també ha esdevingut familiar en llocs suburbans i urbans a Europa i Nord-amèrica.

### Alimentació

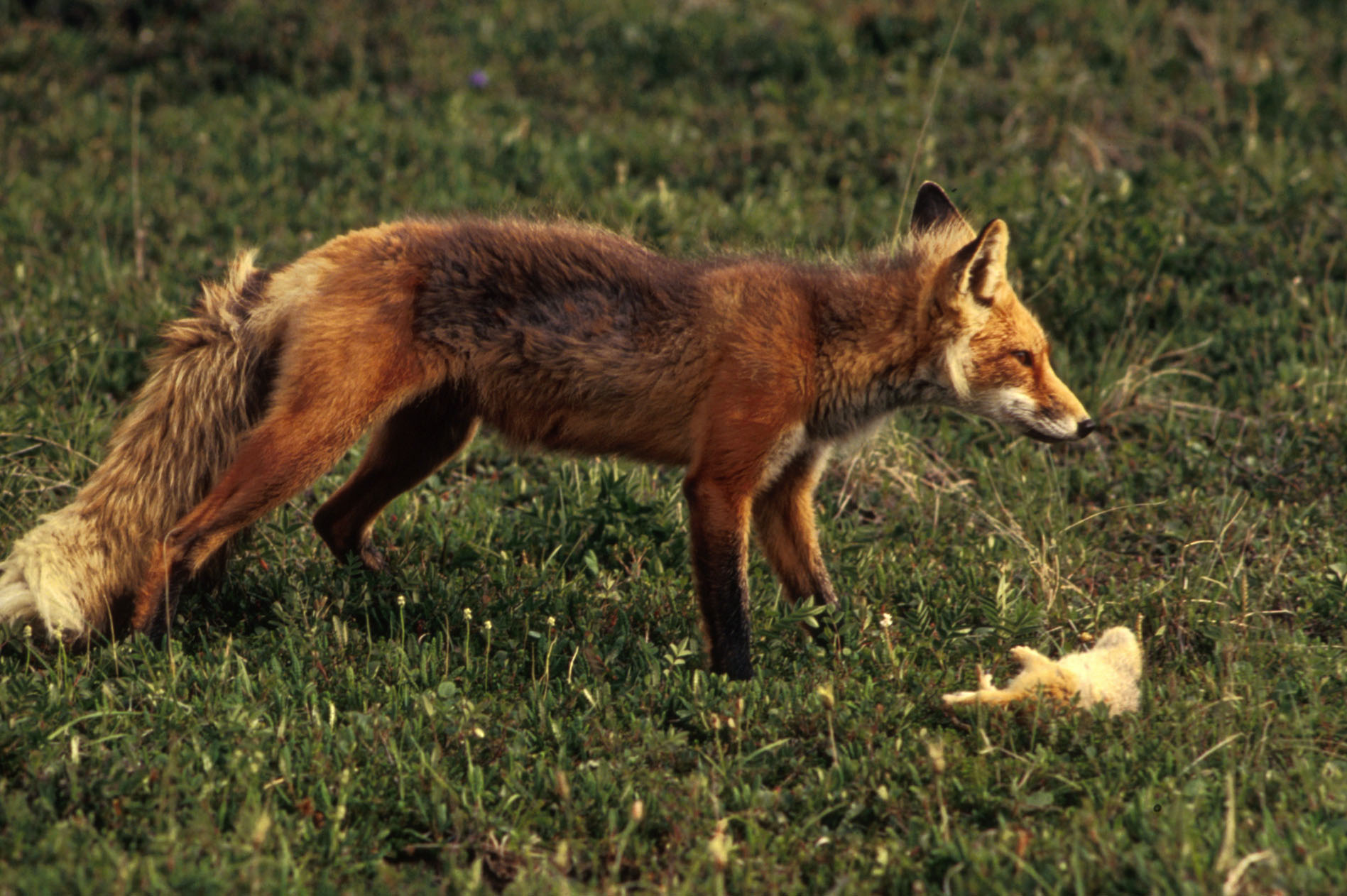
Una guineu amb una presa

Les guineus són carnívores. Gran part de la seva dieta consisteix en invertebrats, com per exemple insectes, mol·luscos, cucs de terra i crancs de riu. També mengen material vegetal, especialment esbarzers, pomes, prunes i altres fruites. Algunes preses vertebrades comunes són alguns rosegadors (com ratolins i talpons), conills, ocells, ous, amfibis, petits rèptils i peixos. Les guineus són conegudes per matar cervatells. A Escandinàvia, la depredació per la guineu és la causa més important de mortalitat del cabirol.
Recolliran carronya i altres materials comestibles que trobin i en àrees urbanes, recolliran residus dels humans, fins i tot menjar per mascotes. Anàlisis entre guineus de bosc i urbanes mostren que les guineus urbanes tenen més menjar acumulat que els de bosc. Normalment mengen de 0,5 a 1 quilograms de menjar cada dia.
Normalment cacen soles. Amb el seu bon sentit de l'oïda poden localitzar petits mamífers en herba espessa i salten a l'aire per envestir la presa. També estan a l'aguait per preses com conills, amagant-se fins que estiguin prou a prop per agafar-los ràpidament. Les guineus acostumen a ser molt geloses amb el seu menjar i no el volen compartir amb les altres. Hi ha algunes excepcions com quan els mascles alimenten les femelles durant l'època de festeig i quan les femelles alimenten els cadells.
Les guineus tenen un estómac petit en comparació a la seva mida; la relació entre el que poden menjar i el seu pes és la meitat que la dels llops i gossos poden (un 10% comparat amb un 20%). En períodes d'abundància, les guineus caçaran molt menjar per quan n'hi hagi poc. Normalment guarden el menjar en forats poc profunds (de 5 a 10 centímetres de profunditat). Solen fer molts magatzems petits escampats pel seu territori en comptes de guardar tot el menjar en un sol cau. Es creu que ho fan per evitar de perdre tot el menjar en cas que un altre animal el trobi.

## Hàbitat

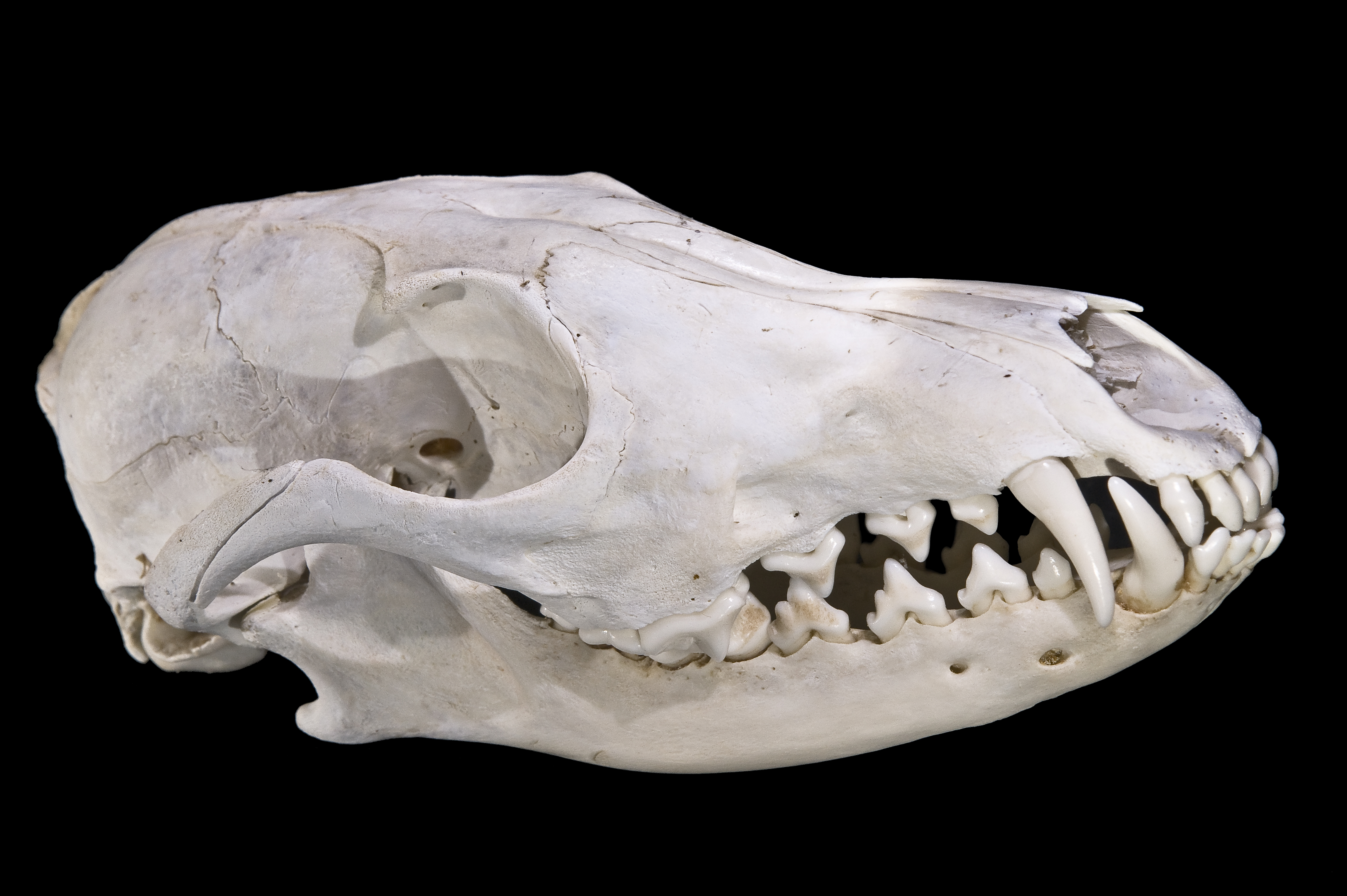
Crani

Viu gairebé en qualsevol tipus d'hàbitat, però allà on assoleix densitats més altes és a prop dels nuclis habitats, ja que les activitats humanes li proporcionen aliment gairebé il·limitat. Segurament això és el que l'ha convertit en el carnívor més abundant a les terres catalanes.

## Comportament

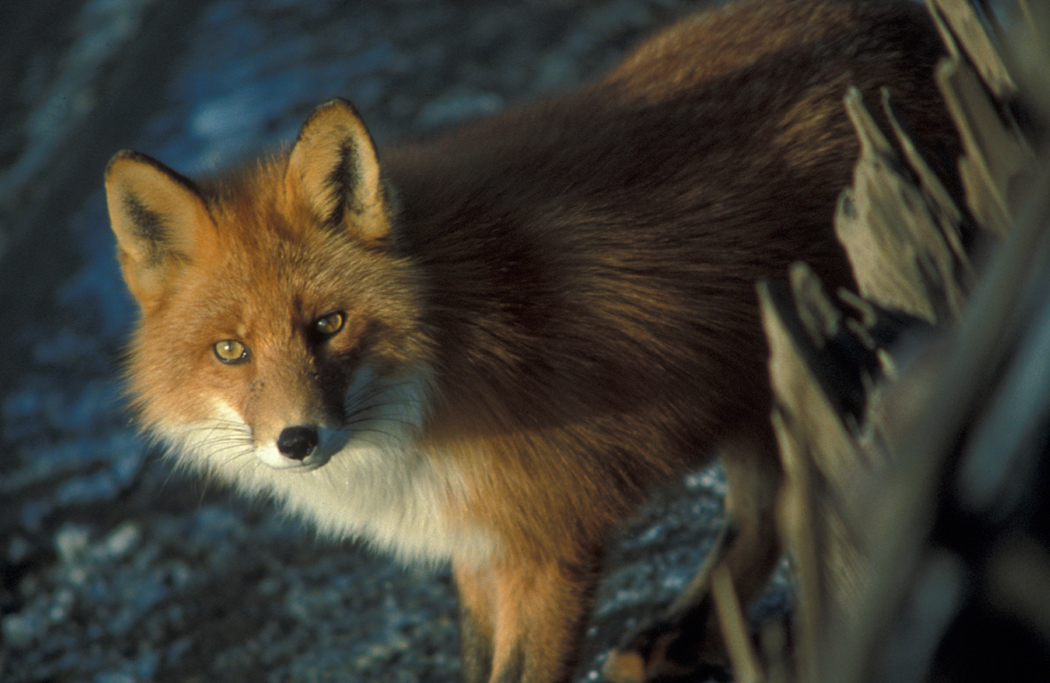
Guineu roja

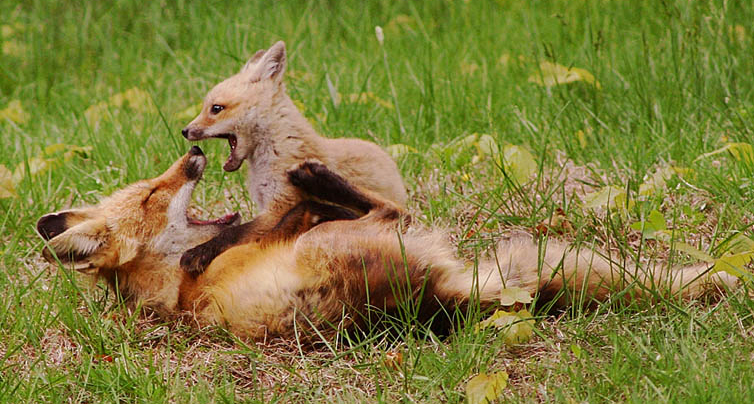
Guineu jugant amb el seu cadell.

Viu en grups socials formats per un mascle i diverses femelles i excava caus a terra o bé aprofita els que han abandonat altres animals —com ara conills i teixons— i els engrandeix. També es pot refugiar en coves i en construccions humanes abandonades. Crepuscular i nocturna, no és rar veure-la de dia, sobretot si el cel és tapat o plovisqueja. Al viure en una gran varietat d'hàbitats les guineus s'han d'adaptar amb formes de comportament molt variats, arribant a l'extrem que dues poblacions de guineus diferents poden comportar-se de manera tan diferent com ho farien dues espècies diferents. La guineu és un animal principalment crepuscular, amb tendències nocturnes a les zones on la interferència humana és molt gran (i a més hi ha llum artificial). Per tant, estan més actius al vespre que a plena llum del dia. Generalment són caçadors solitaris. Si aconsegueix més menjar del que pot menjar en el moment l'enterrarà per poder accedir-hi més tard.
Les guineus solen ser territorials, defensant un territori per parelles només a l'hivern, i en solitari a l'estiu. Els seus territoris poden arribar a ser de 50 km², encara que la mitjana és més reduïda, uns 12 km² en hàbitats on el menjar és abundant. Les guineus marquen els seus territoris amb una glàndula olorosa que té al costat de la cua. La substància olorosa que segrega aquesta glàndula està composta per tioles i tioacetats, molt semblants encara que en menor quantitat que els produïts per les mofetes, això li dona a les guineus una pudor característica detectable pels humans que es troben a prop (a 2 o 3 metres). Les guineus no poden projectar aquesta substància olorosa a altres animals per defensar-se com fan les mofetes. A l'ample del seu territori té diversos caus, que pot haver excavat ella mateixa o arrabassat a altres animals com marmotes o teixons. El cau principal, més gran, és la que farà servir per passar l'hivern, donar a llum i criar els cadells, els caus més petits disseminats per la resta del territori són usats en cas d'emergència o per emmagatzemar menjar. Els membres d'un grup familiar es comuniquen amb els altres mitjançant el llenguatge corporal i emetent sons. Tenen un espectre de vocalitzacions bastant ampli, que poden indicar alarma o cridar-se uns als altres. També es comuniquen amb altres individus mitjançant l'olor, per això marquen els aliments i el territori amb orina, a més de femta i les substàncies de la glàndula olorosa.

## Reproducció

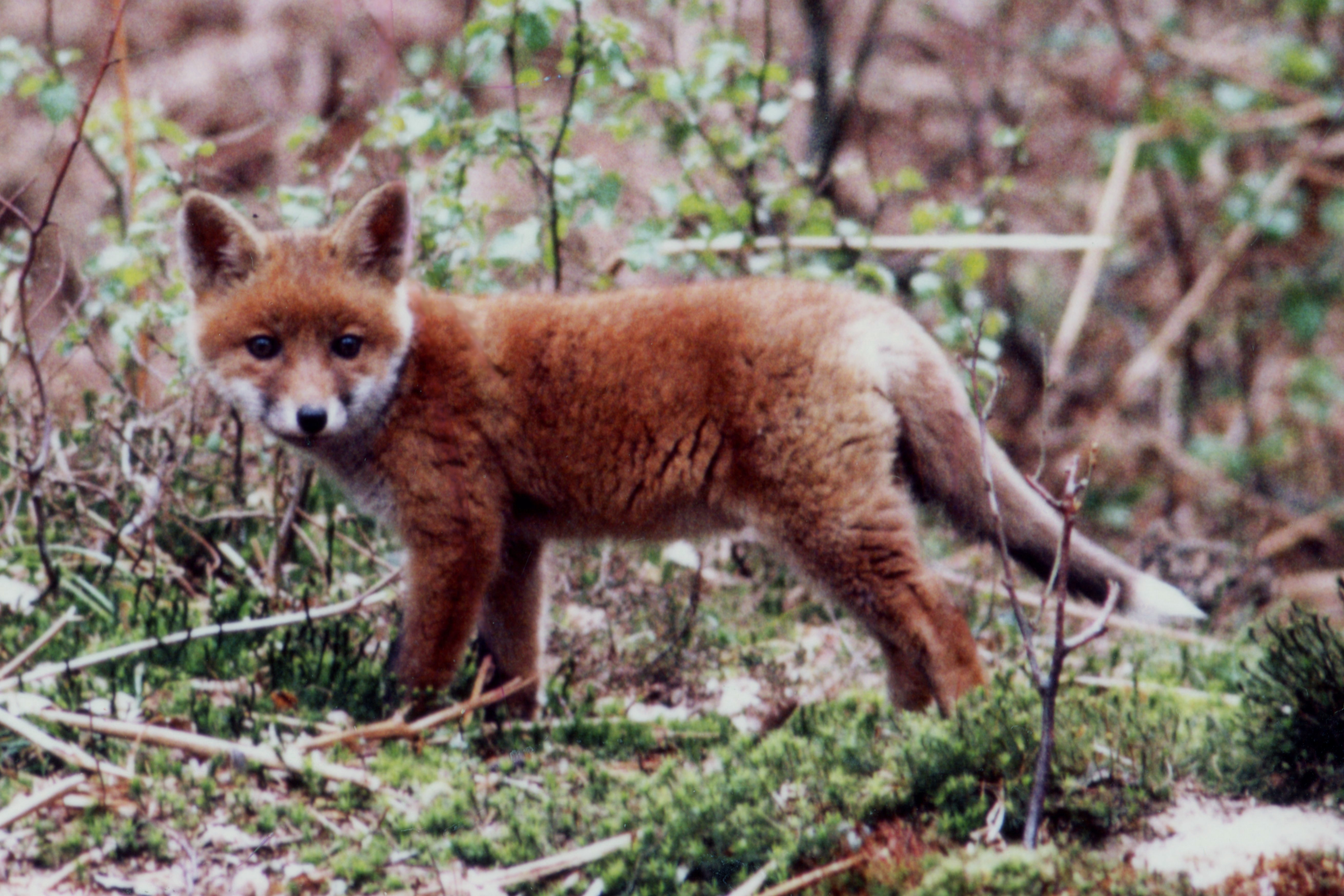
Cria de guineu en un bosc de Normandia.

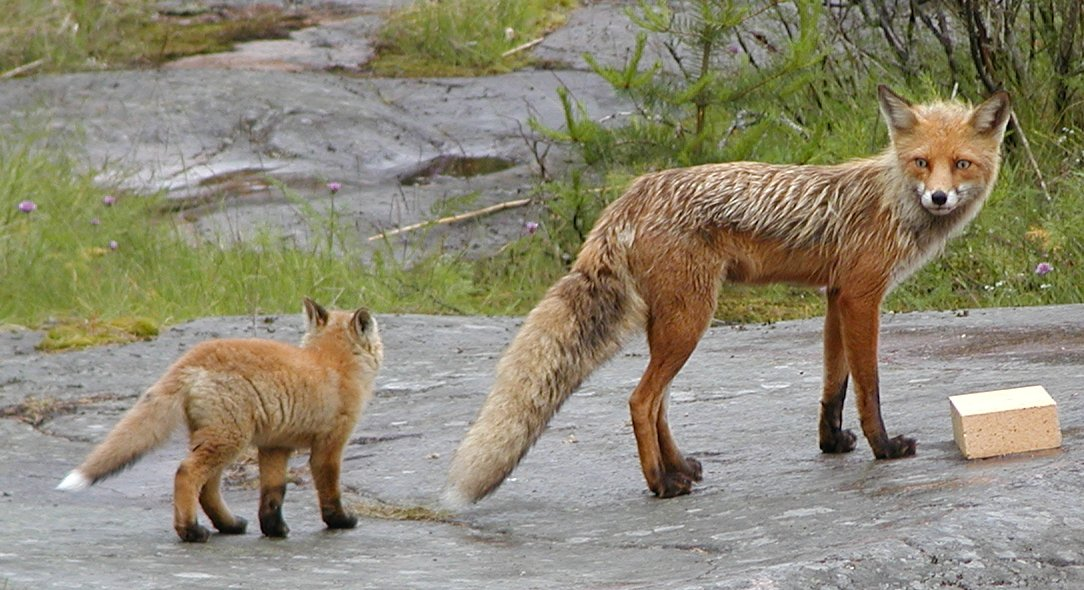
Guineu femella amb la seva cria.

Les guineus practiquen la monogàmia, encara que no sempre, ja que hi ha proves de comportaments polígams (tant poligínia com poliàndria), entre els quals hi ha sortides del mascle a altres territoris durant l'època de cria buscant altres possibles acoblaments i territoris de mascles que s'encavalquen amb els de dues o més femelles amb les quals s'aparellen. Es creu que aquesta flexibilitat del comportament reproductor és una adaptació a la disponibilitat d'espai i dels recursos alimentaris dels territoris. L'època de cria de les guineus varia al llarg de la seva àmplia zona de distribució. Les guineus de les poblacions meridionals crien entre desembre i gener, les poblacions de zones intermèdies crien de gener a febrer i les poblacions del nord ho retardaran al període entre febrer i abril. Les femelles només tenen un període de zel que dura d'1 a 6 dies. Encara que la femella s'aparella amb més d'un mascle (que potser es barallin entre ells pel dret d'accedir a la femella) només s'aparellarà amb un d'ells a l'any. La gestació dura de 52 a 53 dies. Les parelles monògames formades durant l'hivern cooperen per criar una ventrada de 4 a 6 cadells cada any, sent la mitjana 5, i la ventrada més gran registrada de 13. Els cadells neixen completament coberts de borra, no obren els ulls fins als 8-14 dies, i a les 4 o 5 setmanes surten del cau. Amb 8 setmanes ja pesen més d'un quilo i presenten un pàl·lid color crema. El deslletament té lloc cap a la novena setmana (els cadells ja pesen 2-2,5 kg). A les 7 o 10 setmanes abandonen per complet el cau. Amb cinc mesos pesen més de 3 kg i arriben a la maduresa sexual als 9 o 10 mesos, podent reproduir-se a la temporada de cria següent al seu naixement. Les guineus en captivitat poden viure fins als dotze anys però en la naturalesa no solen sobrepassar els tres.

## Subespècies
Aquesta espècie presenta diverses subespècies:

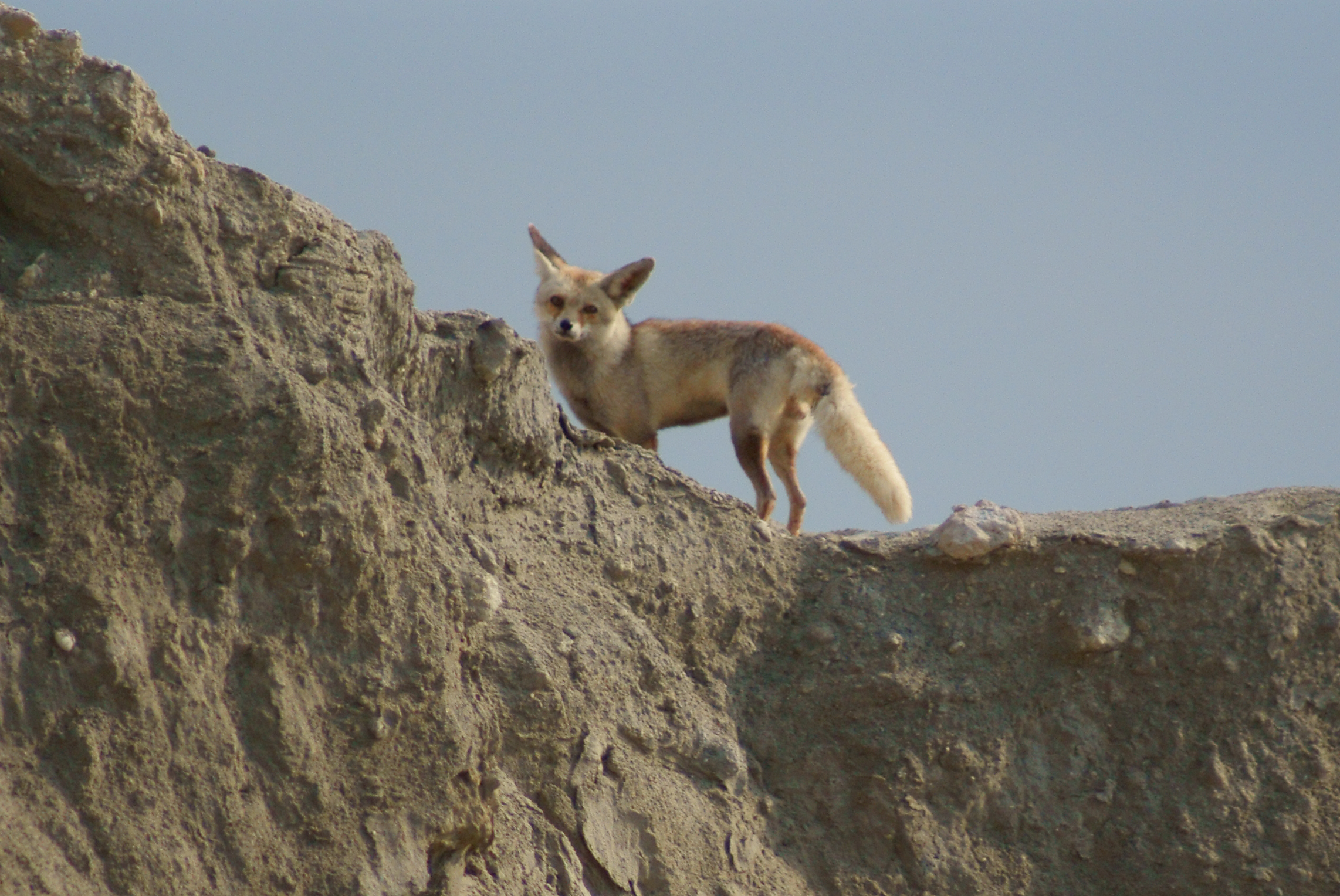
Vulpes vulpes arabica fotografiat a Abu Dhabi

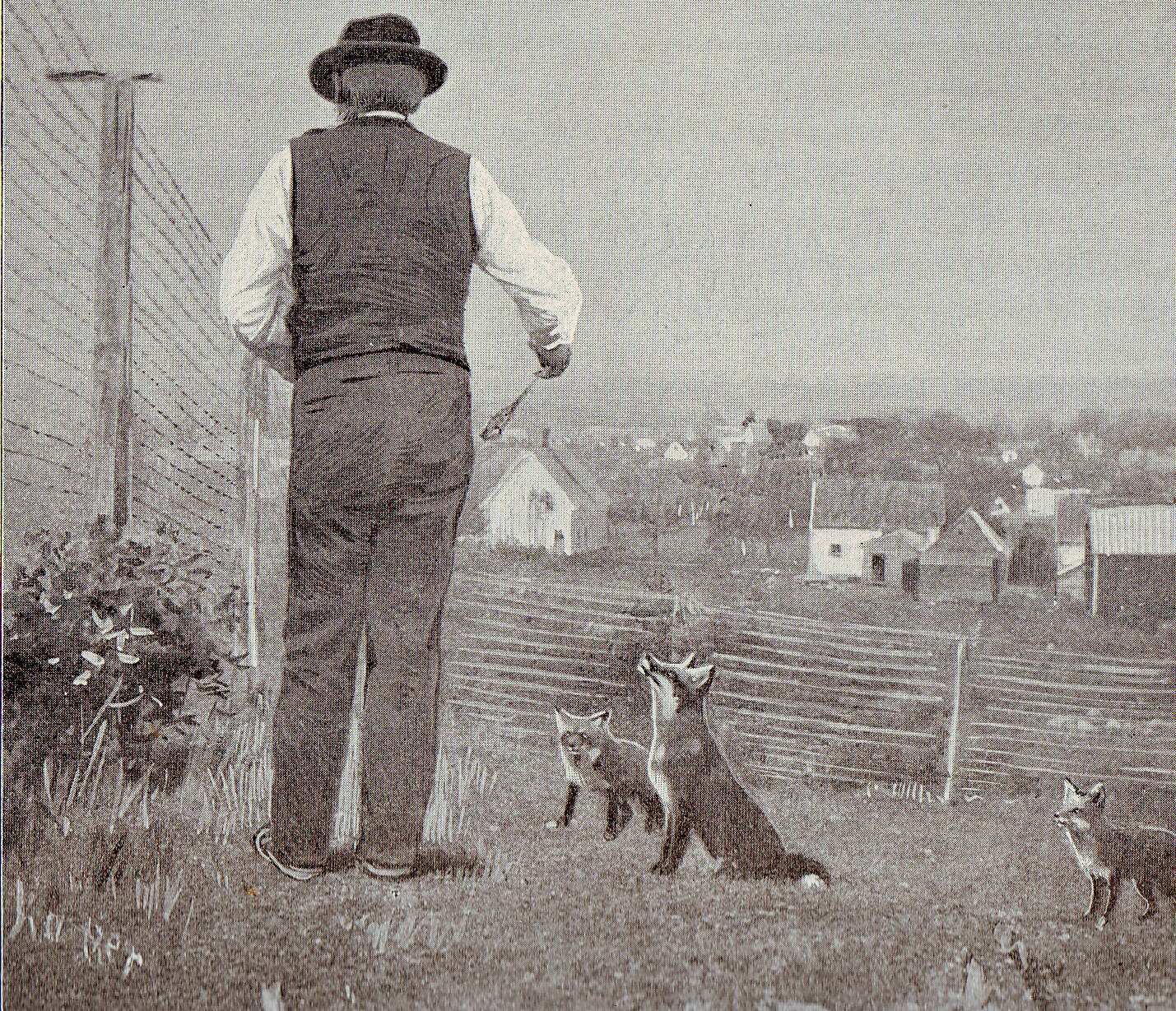
Granja de guineus comunes (Maine, circa 1901)

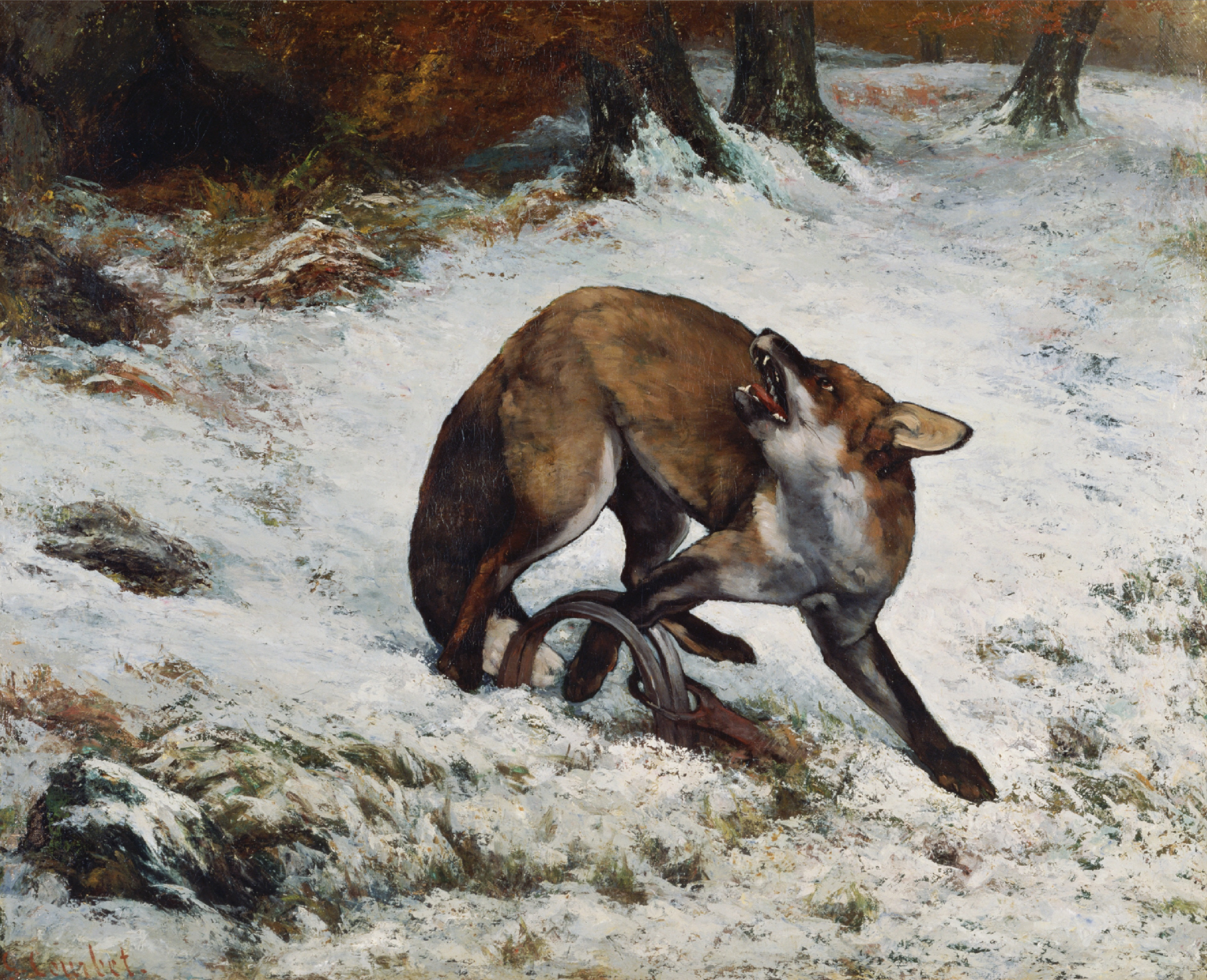
Oli de l'any 1860

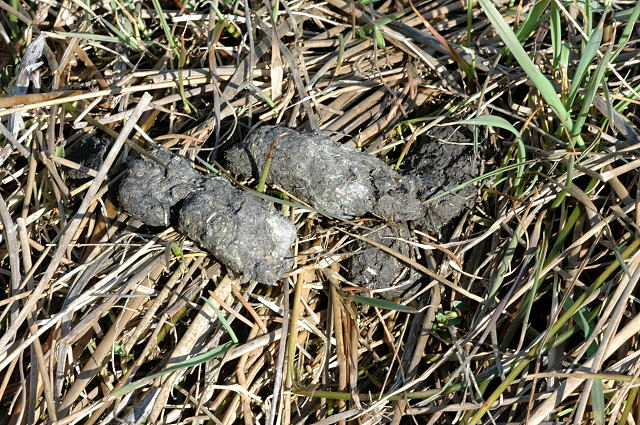
Excrements de guineu comuna (Ardenes, Bèlgica)

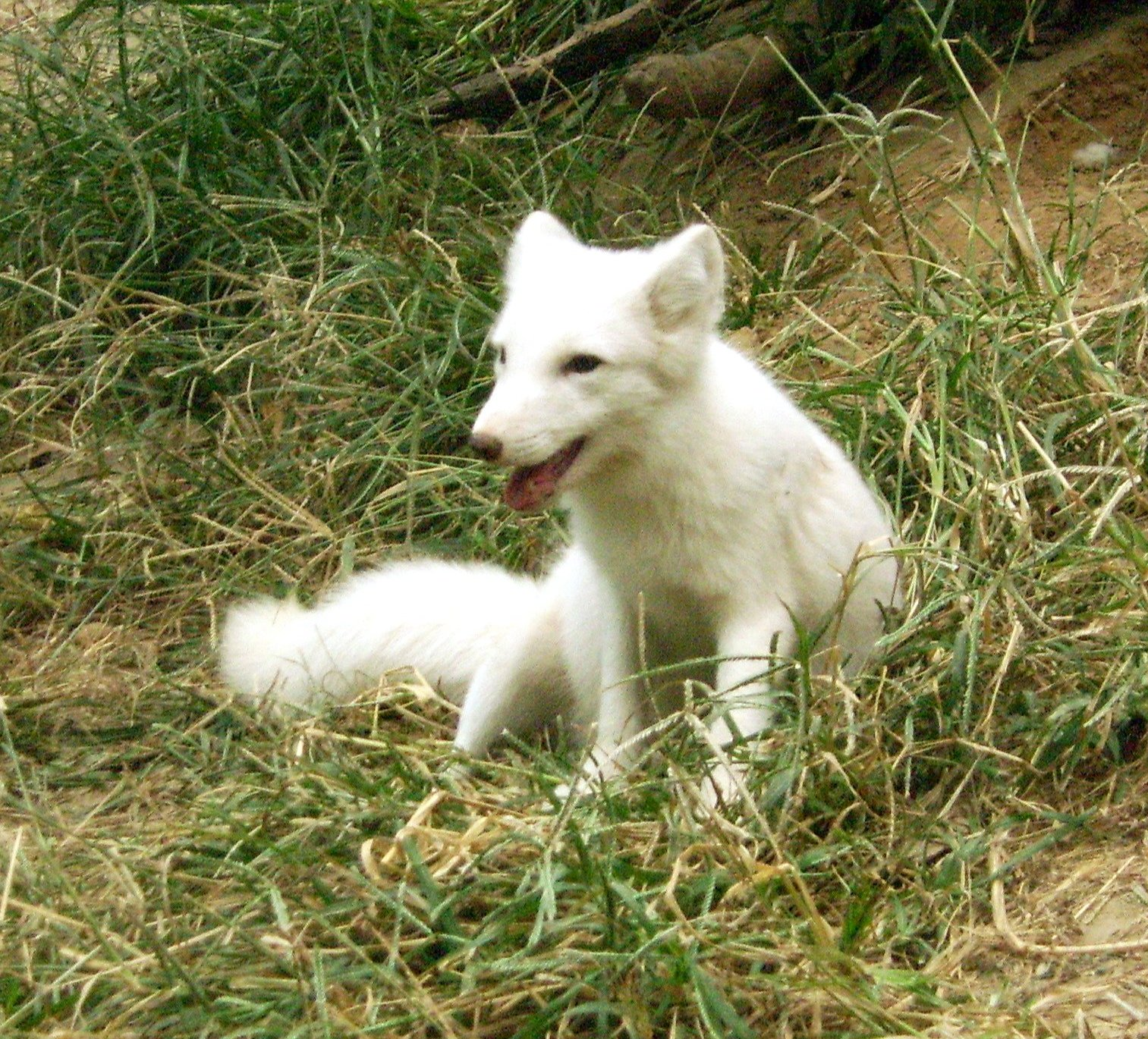
Guineu leucista al zoo de Beijing

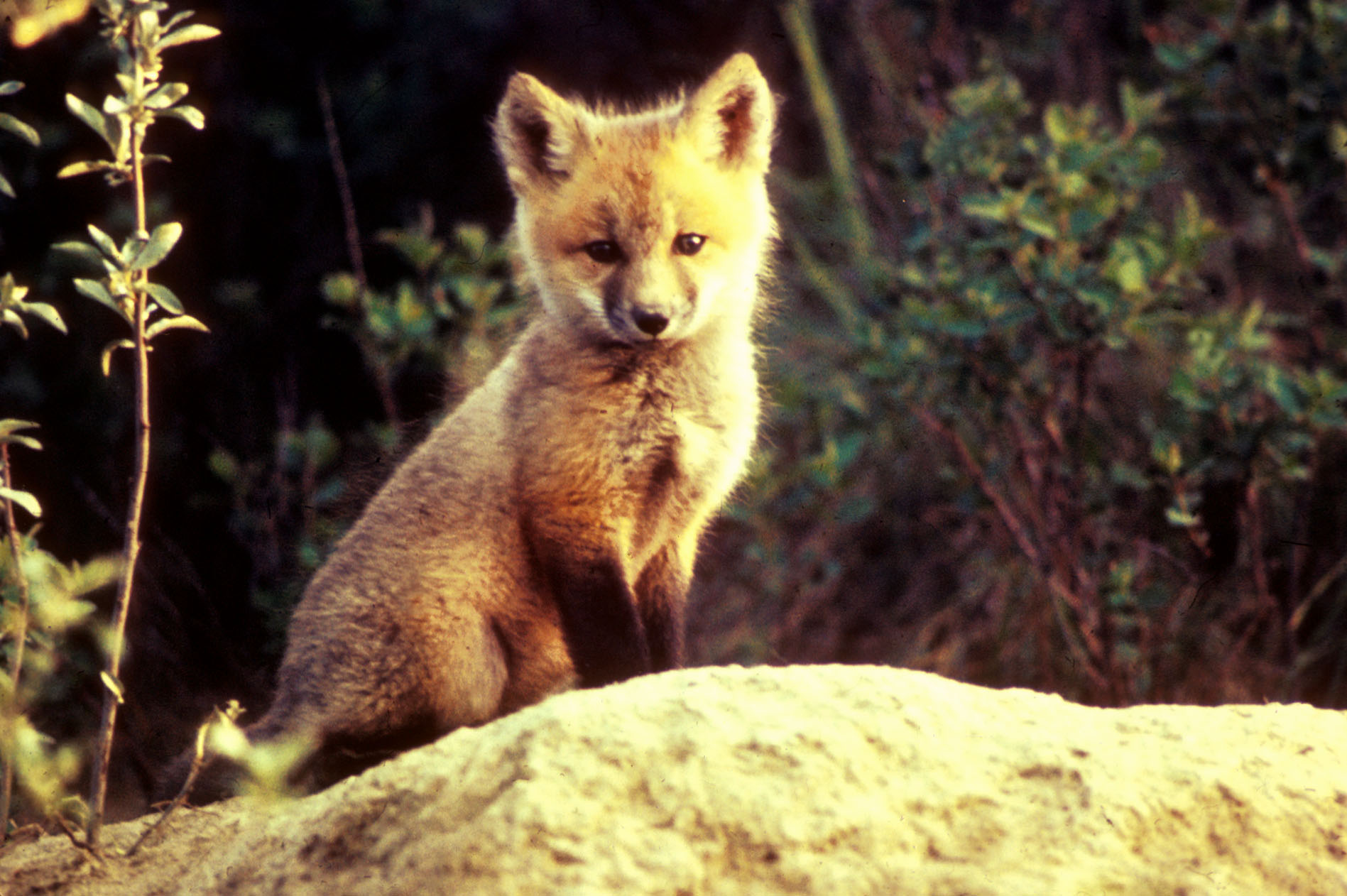
Exemplar immadur

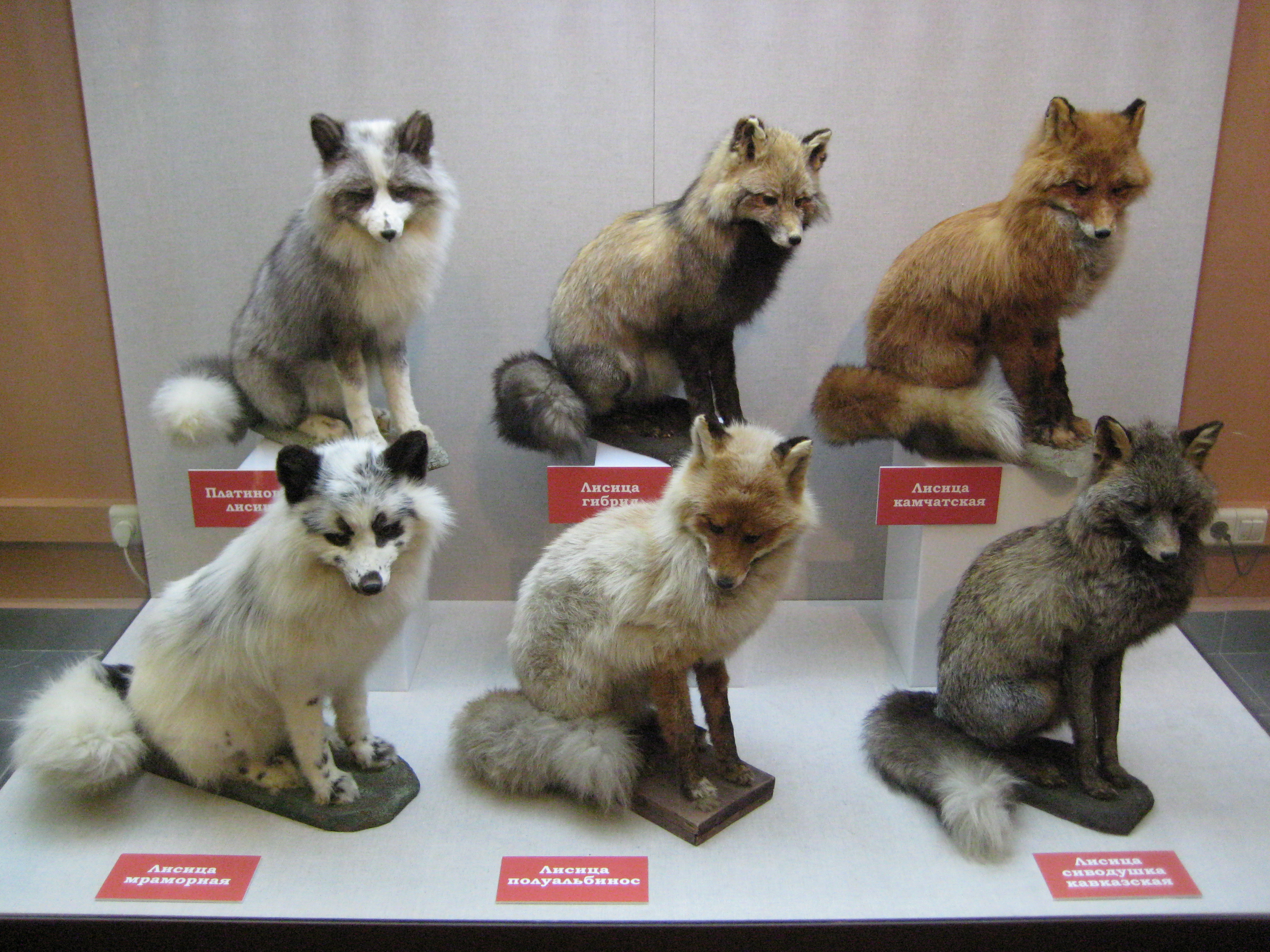
Mostra de la gamma de colors de la guineu comuna

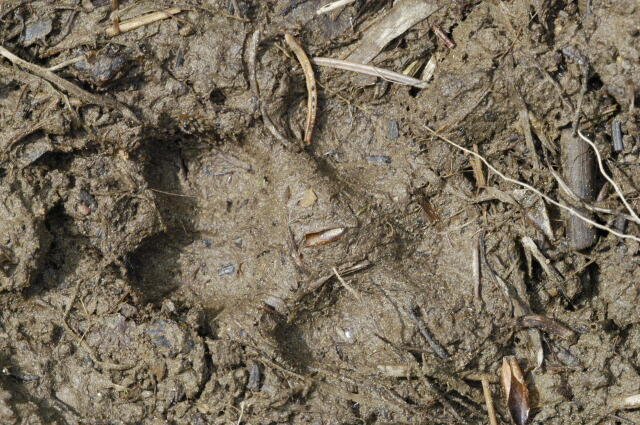
Petjada fotografiada a Bèlgica (regió de les Ardenes)

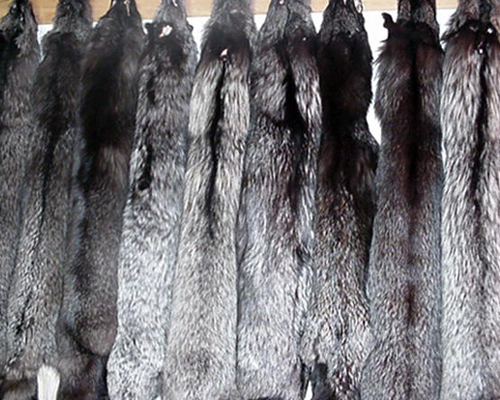
Pells

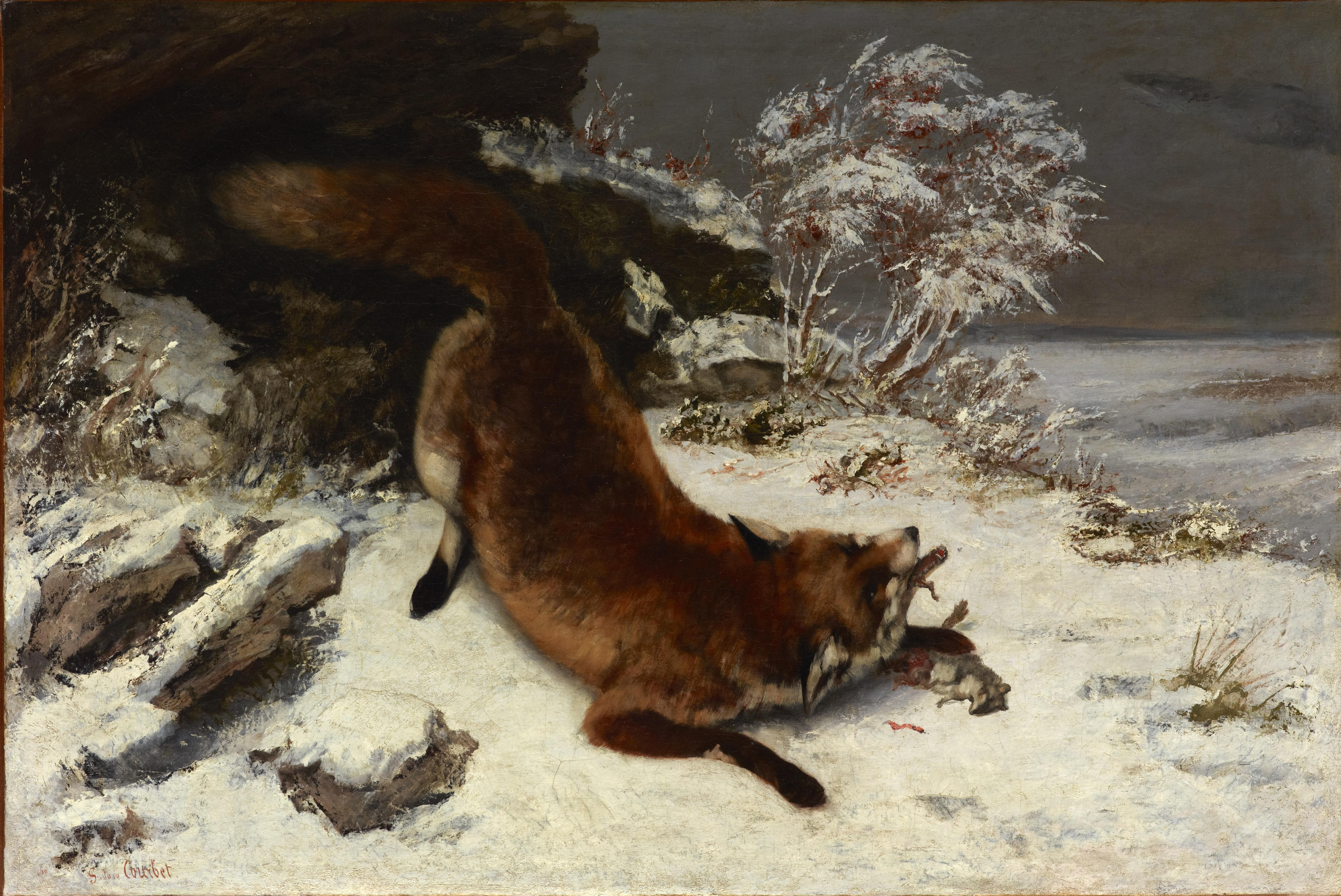
Oli de Gustave Courbet de l'any 1860

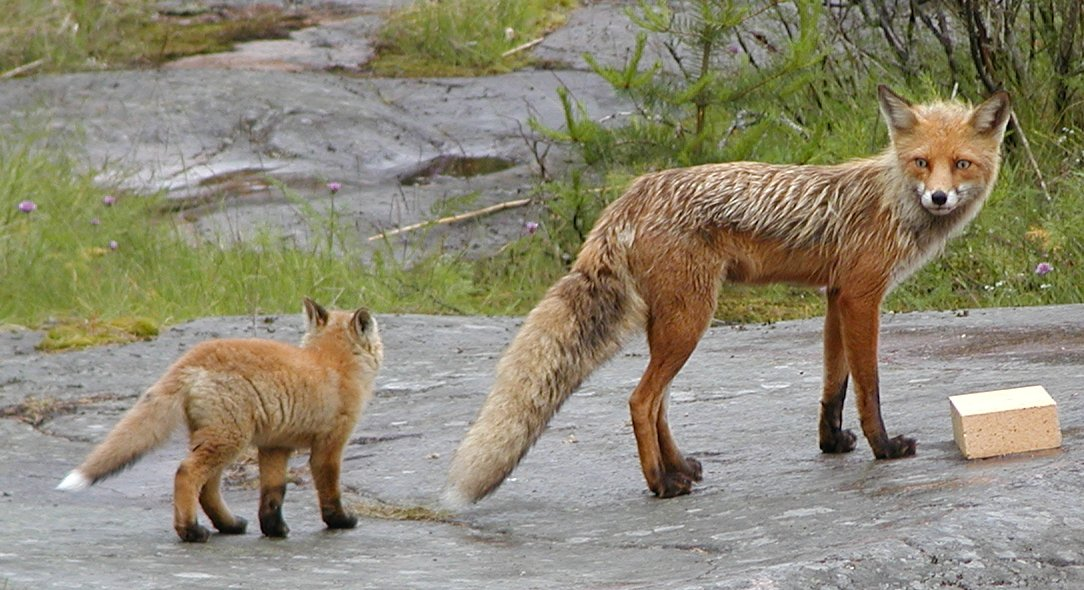
Guineu roja amb un cadell

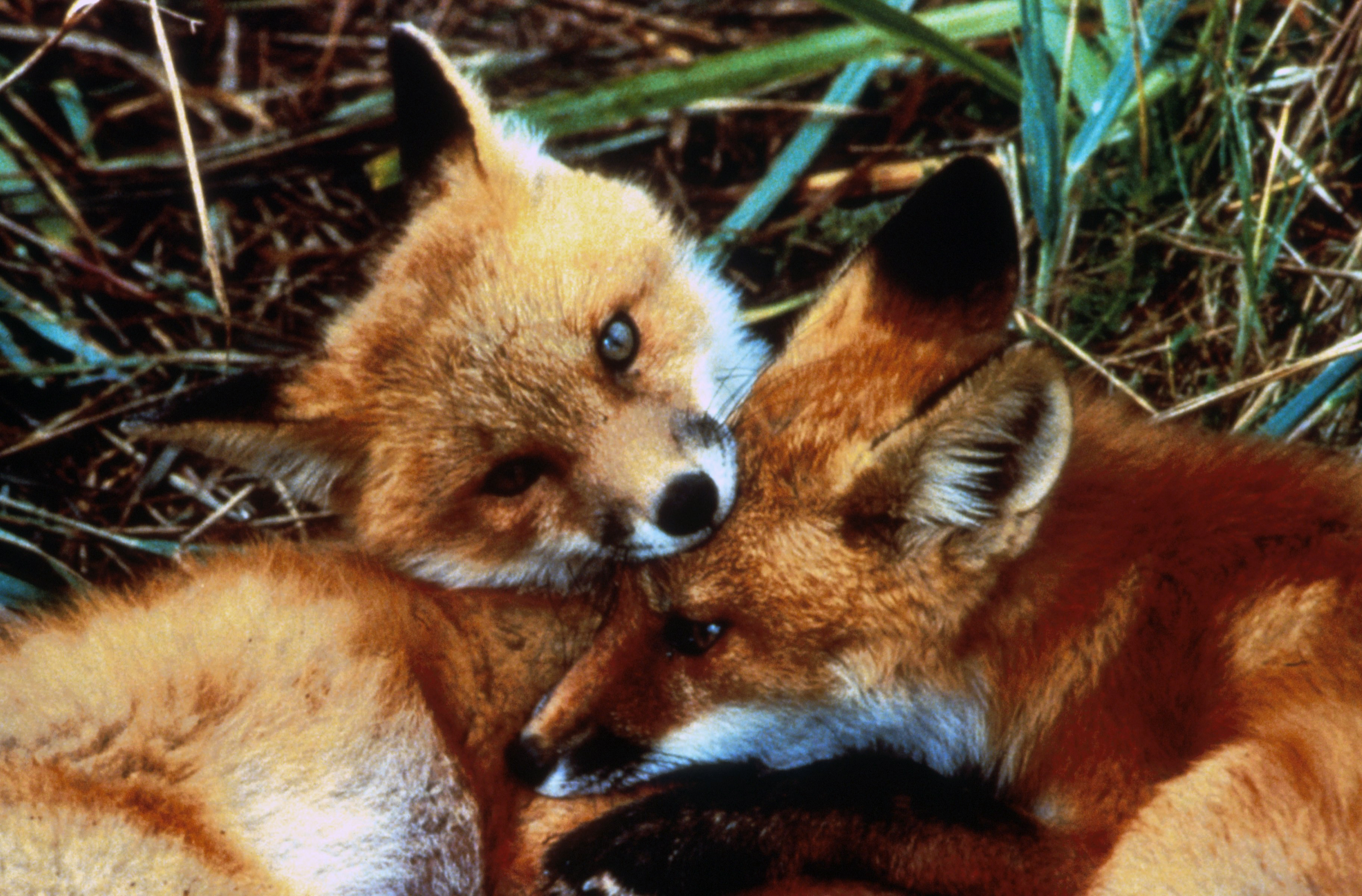
Cadells de guineu roja

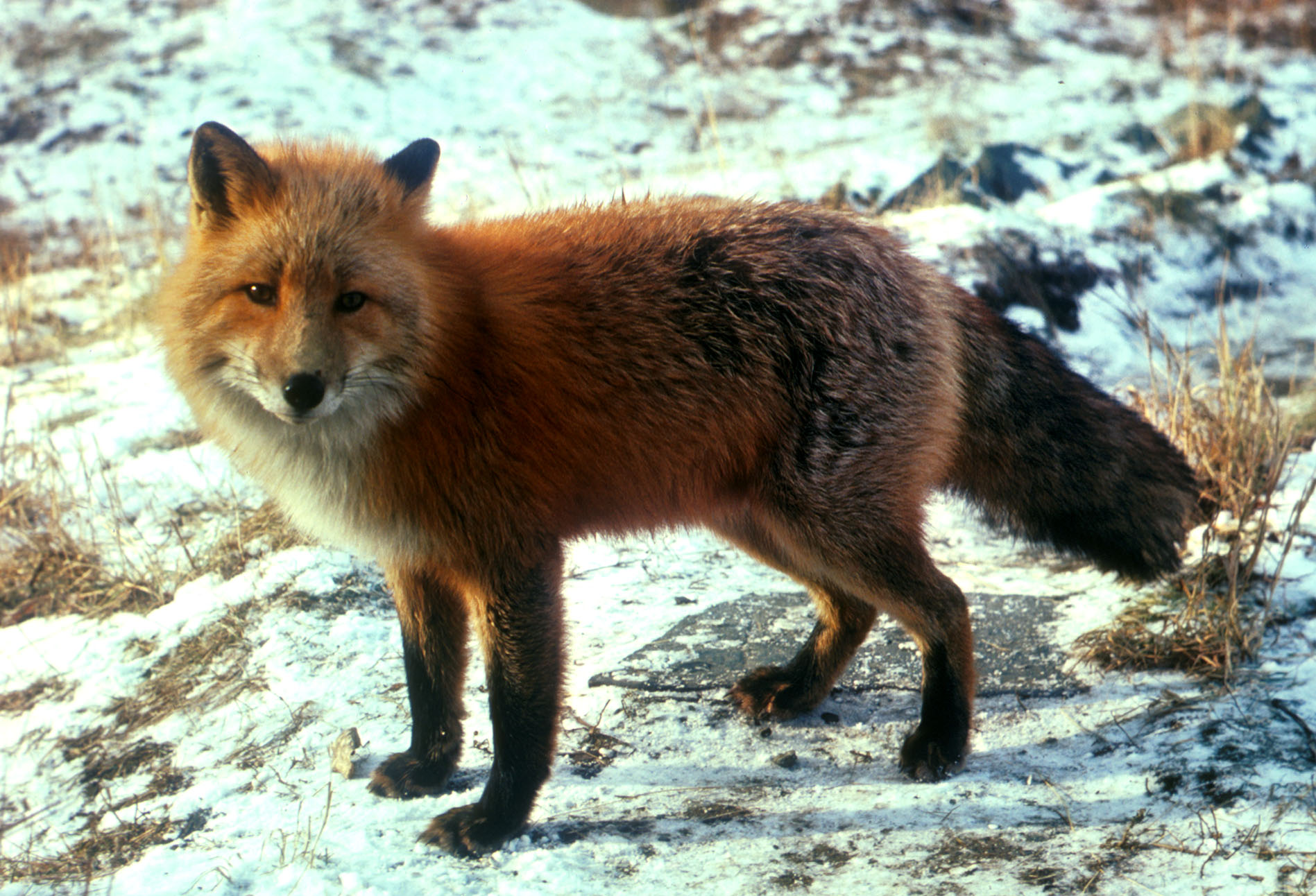
Vulpes vulpes fulvus

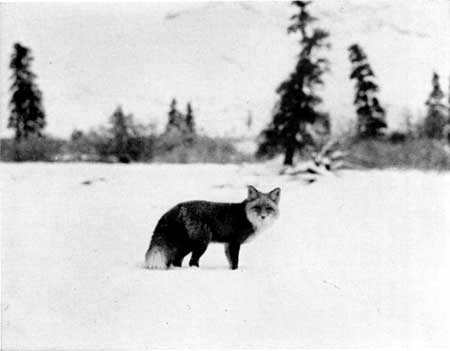
Exemplar fotografiat al Denali l'any 1939

- Vulpes vulpes abietorum (Merriam, 1900).[16] Oest del Canadà
- Vulpes vulpes alascensis (Merriam, 1900).[17] Alaska, el Yukon i els Territoris del Nord-oest
- Vulpes vulpes alpherakyi (Satunin, 1906).[18] Turquestan
- Vulpes vulpes anatolica (Thomas, 1920).[19] Àsia Menor
- Vulpes vulpes arabica (Thomas, 1902).[20] Península Aràbiga
- Vulpes vulpes atlantica (Wagner, 1841).[21] Serralada de l'Atles
- Vulpes vulpes bangsi (Merriam, 1900).[22] Nord-amèrica
- Vulpes vulpes barbara (Shaw, 1800).[23] Nord-oest d'Àfrica
- Vulpes vulpes beringiana (Middendorff, 1875).[24] Estret de Bering (nord-est de Sibèria, Rússia).
- Vulpes vulpes cascadensis (Merriam, 1900).[25] Nord-amèrica: al llarg de la costa nord-occidental dels Estats Units i de la Colúmbia Britànica
- Vulpes vulpes caucasica (Dinnik, 1914).[26] Euràsia.
- Vulpes vulpes crucigera (Bechstein, 1789).[27] Alemanya
- Vulpes vulpes daurica (Ogniov, 1931).[28] Sibèria
- Vulpes vulpes deletrix (Bangs, 1898).[29] Terranova (Canadà)
- Vulpes vulpes dolichocrania (Ogniov, 1926).[30] Sibèria[31]
- Vulpes vulpes dorsalis (J. E. Gray, 1838).[32]
- Vulpes vulpes flavescens (J. E. Gray, 1843).[33] Nord de l'Iran[34][15]
- Vulpes vulpes fulvus (Desmarest, 1820).[35] Est dels Estats Units[16][15]
- Vulpes vulpes griffithi (Blyth, 1854).[36] Afganistan[34][15]
- Vulpes vulpes harrimani (Merriam, 1900). Illa Kodiak (Alaska)[16]
- Vulpes vulpes hoole (Swinhoe, 1870).[37] Xina.
- Vulpes vulpes ichnusae (Miller, 1907).[38] Sardenya[34][15]
- Vulpes vulpes indutus (Miller, 1907).[39] Xipre[34][15]
- Vulpes vulpes jakutensis (Ogniov, 1923).[40] Iacútia (Rússia)[34][15]
- Vulpes vulpes japonica (J. E. Gray, 1868).[41] Japó[34][15]
- Vulpes vulpes karagan (Erxleben, 1777).[42] Kirguizstan[34][15]
- Vulpes vulpes kenaiensis (Merriam, 1900).[43] Península de Kenai (Alaska)[16][15]
- Vulpes vulpes kurdistanica (Satunin, 1906).[44] Kurdistan[31]
- Vulpes vulpes macroura (Baird, 1852).[45] Muntanyes Rocoses[16][15]
- Vulpes vulpes montana (Pearson, 1836).[46] Himàlaia[34][15]
- Vulpes vulpes necator (Merriam, 1900).[47] Califòrnia i Nevada[16][15]
- Vulpes vulpes niloticus (É. Geoffroy Saint-Hilaire, 1803).[48] Egipte[31]
- Vulpes vulpes ochroxantha (Ogniov, 1926).[49] Euràsia[31]
- Vulpes vulpes palaestina (Thomas, 1920).[50] Palestina[34][15]
- Vulpes vulpes peculiosa (Kishida, 1924).[51] Corea[34][15]
- Vulpes vulpes pusilla (Blyth, 1854).[52] Panjab (Índia)[34][15]
- Vulpes vulpes regalis (Merriam, 1900).[53] Nord-amèrica: des del Canadà septentrional central fins a Nebraska i Missouri[16]
- Vulpes vulpes rubricosa (Bangs, 1898).[54] Nord-amèrica: sud del Quebec i Nova Escòcia[16][15]
- Vulpes vulpes schrenckii (Kishida, 1924).[55] Sakhalín[34][15]
- Vulpes vulpes silacea (Miller, 1907).[56] Península Ibèrica[34][15]
- Vulpes vulpes splendidissima (Kishida, 1924).[57] Illes Kurils[34][15]
- Vulpes vulpes stepensis (Brauner, 1914).[58] Rússia[31]
- Vulpes vulpes tobolica (Ogniov, 1926).[59] Oest de Sibèria[34]
- Vulpes vulpes tschiliensis (Matschie, 1907).[60] Nord-est de la Xina[34][15]
- Vulpes vulpes vulpes (Linnaeus, 1758).[61] Vell Món[31][62]

## Curiositats

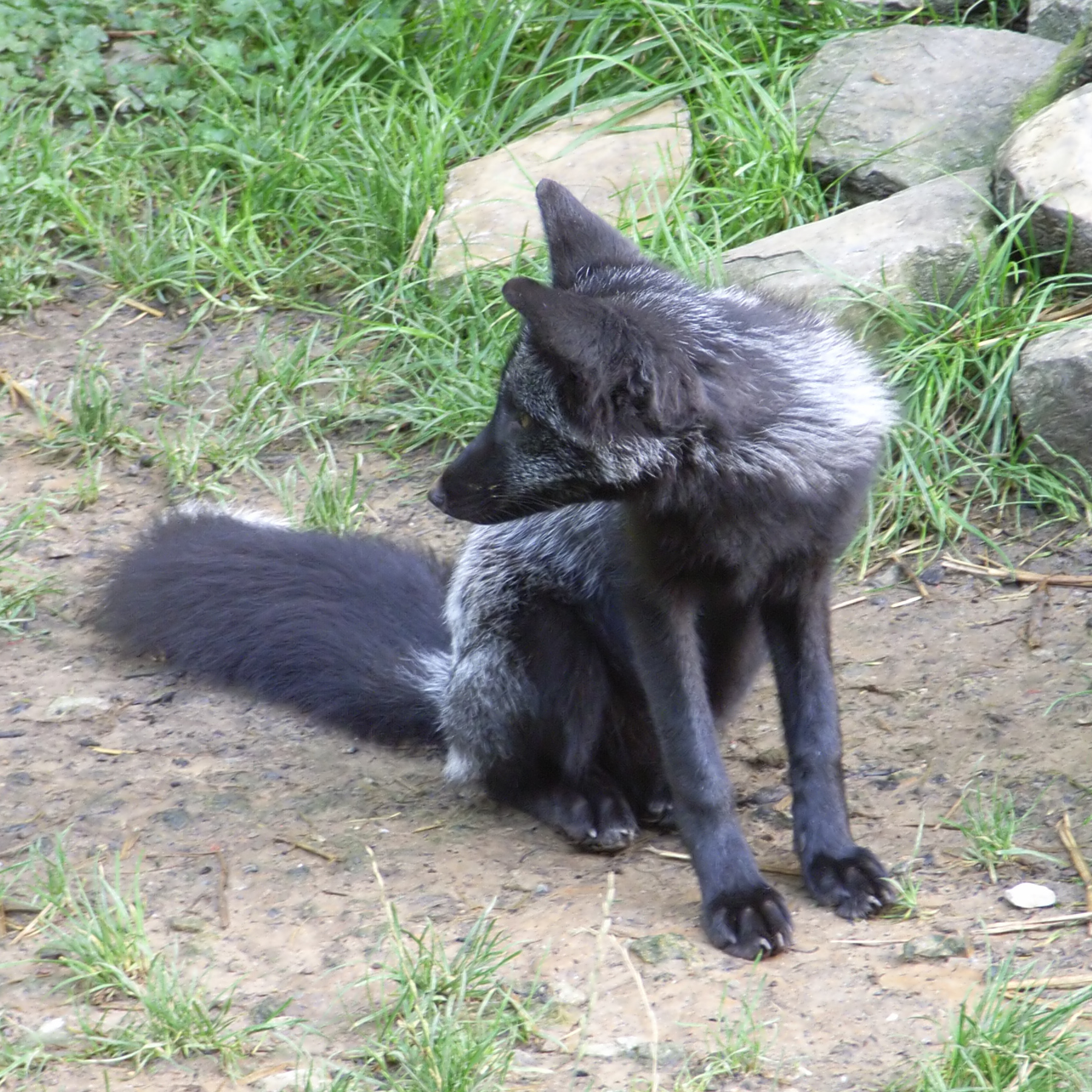
Guilla argentada

Una varietat o subespècie de la guineu roja és la guilla argentada, molt emprada en pelleteria. Aquests animals fa temps que es crien en captivitat, en granges a Rússia. La finalitat és la d'obtenir pells de millor qualitat, menys malmeses i d'animals millor alimentats que les que provenen de les guineus salvatges.
El 1959 va començar un experiment a Novosibirsk (Sibèria), amb la intenció de crear animals més dòcils, per millorar els problemes d'agressivitat que tenien a les granges de guilles. Al cap d'unes quantes generacions, es trobaren que els animals s'havien tornat extremadament dòcils, molt menys esquius amb els humans, amb un comportament similar al dels gossos i dels gats domèstics. També van observar que l'anatomia se'ls estava modificant, el pelatge, per exemple, els estava canviant de color: van començar a néixer animals amb taques blanques i negres i d'altres tonalitats, similars als gossos domesticats. Les orelles, les potes, la forma i disposició de les cues i la forma del crani, entre d'altres, també. Com que els animals ja no servien per a la pelleteria, i l'experiment s'estava quedant sense finançament, es van començar a donar els animals en adopció i a vendre'ls.